# Robles de Avalon
Los Robles de Avalon es el nombre colectivo que se le da a un par de robles antiguos, Gog y Magog, que se encuentran en Glastonbury en Somerset, en el suroeste de Inglaterra. Los árboles recibieron el nombre de las antiguas figuras apocalípticas Gog y Magog.
Se considera que los árboles inicialmente formaban parte de una avenida ceremonial hacia Glastonbury Tor. En 1906, la avenida fue talada para dar paso a una granja, y la madera fue comercializada a J. Snow & Son, un comerciante local de madera. En el momento de la tala de la avenida en 1906, uno de los robles medía 11 pies de diámetro y tenía más de 2000 anillos de crecimiento estacional. Una creencia con base histórica sostiene que José de Arimatea siguió la hilera de árboles hacia el tor a su llegada a Albión.
En abril de 2017, aunque ya estaba muerto, Gog resultó gravemente dañado por el fuego de una vela. Se cree que el incendio fue accidental y fue apagado por el Servicio de Bomberos y Rescate de Devon y Somerset.